# Passumpsic River
Der Passumpsic River ist ein rechter Nebenfluss des Connecticut River im US-Bundesstaat Vermont.
Der Passumpsic River entsteht am Zusammenfluss seiner beiden Quellflüsse East Branch und West Branch Passumpsic River nordöstlich von Lyndonville in der Town of Lyndon. Er fließt am westlichen Ortsrand von Lyndonville vorbei nach Süden. In St. Johnsbury mündet der Moose River, sein größter Nebenfluss, linksseitig in den Fluss. Weiter flussabwärts liegen die Weiler Passumpsic und East Barnet, welche zur Town of Barnet gehören. Nach 37 km trifft der Passumpsic River nördlich von Barnet auf den Connecticut River. Der U.S. Highway 5, die Interstate 91 sowie eine Bahnstrecke verlaufen entlang dem Flusslauf. Der Passumpsic River entwässert ein Areal von 1298 km².

## Nebenflüsse
In Abstromrichtung münden in den Passumpsic River:
- Miller Run (in Lyndonville von rechts)
- South Wheelock Branch (in Lyndonville von rechts)
- Moose River (in St. Johnsbury von links)
- Sleepers River (in St. Johnsbury von rechts)
- Water Andric (unterhalb von Passumpsic von rechts)
- Joes Brook (unterhalb von Passumpsic von rechts)

## Gedeckte Brücken
In Lyndonville überspannt die Centre Covered Bridge (auch Sanborn Covered Bridge) den Fluss.
Weitere gedeckte Brücken überspannen Nebenflüsse des Passumpsic River:
- Bradley Covered Bridge, am Miller Run[5]
- Chamberlin Mill Covered Bridge, am South Wheelock Branch[6]
- Old Schoolhouse Bridge, am South Wheelock Branch[7]

## Wasserkraftanlagen
Am Flusslauf des Passumpsic River befinden sich mehrere Kleinwasserkraftwerke.
Die Wasserkraftanlagen in Abstromrichtung:
| Name         | Leistung in MW | Anzahl Turbinen | Lage | Betreiber                      |
| ------------ | -------------- | --------------- | ---- | ------------------------------ |
| Vail         | 0,35           |                 | (⊙)  | Lyndonville Electric Dept.     |
| Great Falls  | 1,9            | 3               | (⊙)  | Village of Lyndonville         |
| Pierce Mills | 0,25           |                 | (⊙)  | Central VT Public Service Corp |
| Arnold Falls | 0,35           |                 | (⊙)  | Central VT Public Service Corp |
| Gage         | 0,7            |                 | (⊙)  | Central VT Public Service Corp |
| Passumpsic   | 0,7            |                 | (⊙)  | Central VT Public Service Corp |
| East Barnet  | 2,2            | 1               | (⊙)  | Central VT Public Service Corp |

## East Branch Passumpsic River
Der East Branch Passumpsic River hat seinen Ursprung in der Town of Brighton. Von dort fließt er über eine Strecke von 31 km in südsüdwestlicher Richtung bis zu seiner Vereinigung mit dem West Branch. Sein Einzugsgebiet umfasst 166 km².
Über den East Branch Passumpsic River führt die Burrington Covered Bridge aus dem Jahr 1865.

## West Branch Passumpsic River
Der West Branch Passumpsic River entsteht am Zusammenfluss mehrerer Zuflüsse in der Town of Westmore. Er fließt in südsüdöstlicher Richtung und trifft nach 22 km auf den East Branch. Sein Einzugsgebiet umfasst 174 km².